# Словаки в Венгрии

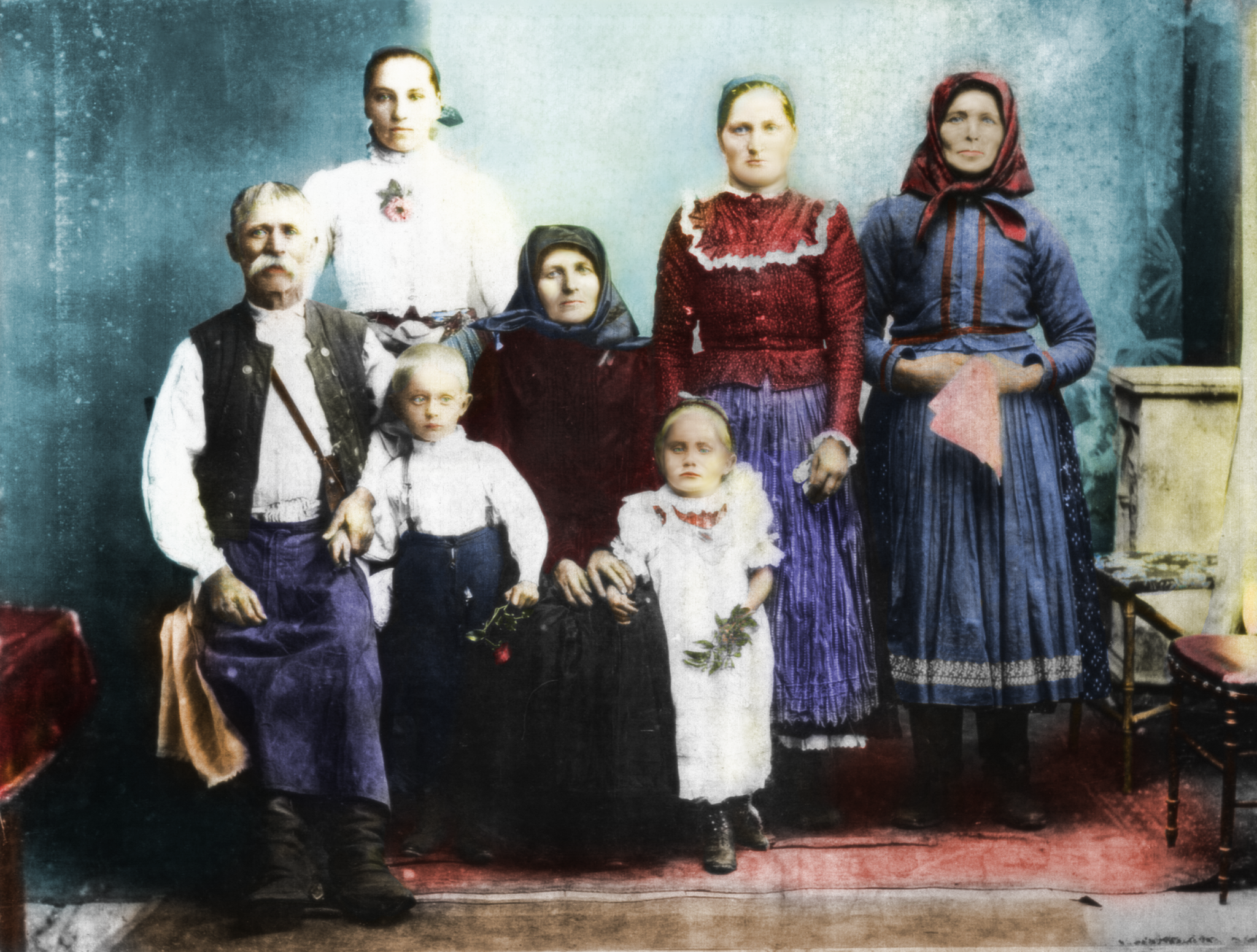
Словацкая семья в Венгрии (1907 год, Шаторальяуйхей)

Словаки в Венгрии (словац. Maďarskí Slováci) являются третьим по величине меньшинством в Венгрии, после цыган и немцев. По данным переписи 2001 года, 17 692 человека в Венгрии называли себя словаками. Общее количество людей, которые говорят на словацком языке, составляет 56 107. По оценкам национальных организаций, в Венгрии насчитывается 100 000-110 000 человек словацкого происхождения. Следовательно, численность словаков в Венгрии находится в диапазоне от 0,18% до 1,1% от общей численности населения Венгрии.

## История
Присутствие словаков на территории современной Венгрии впервые было отмечено во времена Средневековья. В IX-X веках территории, населённые словаками, входили в состав Великой Моравии. Впоследствии в конце IX века эти земли были завоёваны Венгерским княжеством, которое в 1000 году было преобразовано в королевство Венгрия. В XVI веке, после битвы при Мохаче, которая произошла в 1526 году во время Османских войн в Европе, королевство Венгрия было разделено на три части. Районы с словацким населением по большей части попали под власть Королевской Венгрии, контролируемой Габсбургами. После того, как турки потерпели поражение в конце XVII века, все земли словаков были объединены под властью Габсбургов. В то время словаки жили в основном в северной части страны, которая тогда носила название Верхняя Венгрия (где сейчас и находится Словакия). В XVIII и XIX веках некоторые словацкие мигранты начали селиться в других землях империи, в том числе и в северной части современной Венгрии. Примерно тогда же словаки начали требовать автономии в рамках Венгерского королевства в составе Австрийской империи, что послужило причиной раздоров между венграми и словаками. Согласно Трианонскому договору 1920 года, большинство из территорий королевства Венгрии, которые были населены словаками, стали частью Чехословакии. Некоторые словаки, тем не менее, остались жить в границах новой Венгрии. По данным переписи в Австро-Венгрии, проведённой в 1900 году, на территории современной Венгрии проживало 192 000 словаков (2,8% от общей численности населения). По данным венгерской переписи 1920 года, 141 882 человек говорили по-словацки. В том же году произошёл венгерско-чехословацкий обмен населением. Он был повторно проведён после окончания Второй мировой войны: тогда из Венгрии в Словакию переехало 73 тысячи человек.